# Michał Holka
Michał Holka (ur. 14 lipca 1945, zm. 1 grudnia 2017 w Bydgoszczy) – polski architekt.

## Życiorys
Był absolwentem Wydziału Architektury Politechniki Gdańskiej z 1970. Należał do Stowarzyszenia Architektów Polskich, w ramach którego piastował między innymi funkcję prezesa Zarządu Oddziału w latach 1982–1987 oraz rzeczoznawcy. Był także członkiem i przewodniczącym Miejskiej Komisji Architektoniczno-Urbanistycznej w Bydgoszczy, a w latach 1996–1999 piastował funkcję Architekta Miasta Bydgoszczy. Był autorem projektów licznych obiektów mieszkaniowych w Bydgoszczy, w tym wspólnie z Witoldem Migdałem i Henrykiem Golzem autorem kompleksu dzielnicy mieszkaniowej Wzgórze Wolności z lat 1974–1980. Był również twórcą kościoła pw. św. Jadwigi Królowej przy ul. Wojska Polskiego w Bydgoszczy. 
Zmarł 1 grudnia 2017 i został pochowany na Cmentarzu przy ul. Wiślanej w Bydgoszczy.